# (3117) Niépce
(3117) Niépce est un astéroïde de la ceinture principale.

## Description
(3117) Niépce, désignation internationale (3117) Niepce, est un astéroïde de la ceinture principale. Il fut découvert par Norman G. Thomas le 11 février 1983 à Flagstaff (Observatoire Lowell). Il présente une orbite caractérisée par un demi-grand axe de 2,84 UA, une excentricité de 0,058 et une inclinaison de 3,239° par rapport à l'écliptique.
Il fut nommé en hommage au français Nicéphore Niépce (1765-1833), qui réalisa la première photographie en 1827.

## Compléments